# Andienung
Die Andienung (englisch Notice of Readiness, kurz NoR; deutsch „Mitteilung der Lade- oder Löschbereitschaft“) ist entweder in der Frachtschifffahrt die Lade- oder Löschbereitschaft eines Schiffes bei Ankunft in einem Hafen nach Ausschluss bestimmter Hinderungsgründe oder im Finanzwesen die Lieferung des Basiswerts oder Übergabe von Dokumenten.

## Seefrachtgeschäft
Die NoR ist wesentlicher Bestandteil eines Seefrachtgeschäftes, da sie den Beginn bestimmter Zeitzählungsbedingungen einleitet. Sobald ein Frachtschiff sich in einem lade- oder löschbereiten Zustand an einem im Frachtvertrag vorgegebenen Platz einfindet oder zu einem vorbestimmten Zeitpunkt dort wartet, ist der Kapitän dieses Schiffes verpflichtet, den Befrachtern des Schiffes diese Lade- oder Löschbereitschaft schriftlich mitzuteilen. Erst nach Abgabe der Notice of Readiness (NoR) von Schiffsseite, deren bestätigter Annahme auf Seiten des Befrachters und der Erfüllung der im Frachtvertrag bestimmten Bedingungen, beginnt die für das Schiff zu bezahlende Liegezeit. Die rechtzeitige Abgabe der NoR (beispielsweise am Wochenende vor Geschäftsschluss der zur Entgegennahme bestimmten Agentur) kann daher darüber entscheiden, ob ein Schiff einige Tage auf eigene Kosten wartet, oder die Liegetage innerhalb des begonnenen Frachtvertrages vom Befrachter zu bezahlen sind. Eine schriftliche Andienung muss regelmäßig dem genau festgelegten Beginn des Ladens und Löschens vorausgehen.
Außer der Ankunft am bestimmten Lade- oder Löschplatz hat das Schiff vor Abgabe der NoR oft einige weitere Bedingungen zu erfüllen. Elementarste Bedingung ist hier die Vorbereitung des Schiffes auf seine Ladung (saubere Laderäume, funktionierendes Umschlaggeschirr usw.). Je nach verwendeten Klauseln im Frachtvertrag können auch noch weitere Bedingungen zu erfüllen sein, wie zum Beispiel die Vorlage eines Ladebereitschaftsattests für Getreide oder andere empfindliche Ladungen oder eine abgeschlossene Einklarierung bei den jeweiligen Hafenbehörden.

## Finanzwesen
Andienung (englisch settlement) ist im Finanzwesen die Erfüllung eines Terminkontraktes auf Veranlassung eines Clearinghauses durch Lieferung des Basiswerts vom Verkäufer an den Käufer, dem die Forderung aus dem Finanzkontrakt zusteht. Es gibt die physische Andienung (englisch physical settlement) für Futures auf konkreter Basis (Zinsfutures, Währungsfutures) und Bar-Andienung (englisch cash settlement) für Futures auf abstrakter Basis (Index-Futures). Beim Leerverkauf ist die Andienung (englisch delivery) die Lieferung des Basiswerts vom  Verkäufer an den Käufer, wobei sich der Verkäufer den Basiswert am Fälligkeitstag erst noch beschaffen muss.
Bei Ausübung einer Kaufoption muss der Stillhalter dem Optionsinhaber den vereinbarten Basiswert effektiv liefern, also „andienen“. Entsprechend muss der Optionsinhaber bei Ausübung einer Verkaufsoption dem Stillhalter den Basiswert andienen. Das gilt auch für alle anderen derivativen Finanzinstrumente, bei denen eine physische Lieferung des Basiswerts vorgesehen ist.

## Bankwesen
Im Bankwesen wird als Andienung in der Außenhandelsfinanzierung auch die Übergabe von Warenbegleitpapieren bezeichnet, wenn im Kaufvertrag eine Zahlungsbedingung gegen Vorlage bestimmter Dokumente (Dokumentenakkreditiv, Dokumenteninkasso) vorgesehen ist. Dann ist der Verkäufer (Exporteur) verpflichtet, vertragsgemäße Dokumente über ein Kreditinstitut zu leiten (Andienung), um eine Zahlung des Kaufpreises durch den Käufer (Importeur) zu erhalten.